# Frideric (rei dels rugis)
Frideric   ( - Després de 493 (Gregorià)) va ser el líder dels rugis germànics del 487 al 492/493.

## Biografia
Frideric era fill del rei rugi Feleteu. A finals del 487, Odoacre, el rei d'Itàlia, va envair el regne de Rugia i el va destruir. El pare de Frideric i la seva mare, la princesa ostrogoda Gisa, van ser capturats i executats a Itàlia. Frideric va aconseguir reunir els supervivents rugis restants i va escapar. El 488 va intentar reconquerir el seu regne tradicional, però va ser derrotat pel germà d'Odoacre, Onulf.
Després que els intents de recuperar el seu territori fracassaren, Frideric i els seus seguidors van buscar l'ajuda de Teodoric el Gran, rei dels ostrogots, marxant riu avall al llarg del Danubi fins a Novae, prop de Svishtov, amb aquest propòsit. No van trobar cap oposició pel camí, cosa que implica que l'Imperi Romà d'Orient potser ho havia organitzat tot per endavant. El 489, poc després de l'arribada de Frideric, Teodoric va ser nomenat governant d'Itàlia per l'emperador romà d'Orient Zenó.
Després d'haver acompanyat Teodoric a Itàlia, Frideric i els rugis van ser els responsables de protegir Pavia. Allà van tractar durament la població romana, cosa que va fer que Frideric fos renyat per Teodoric. L'agost del 491, Teodoric va intervenir personalment a Pavia, cosa que va fer que Frideric desertés del costat de Teodoric i s'unís al general d'Odoacre, Tufa. Frideric i Tufa, però, aviat es van barallar, i el 492, o potser el 493, els dos van lliurar una batalla entre Verona i Trento. Tufa, i probablement també Frideric, van morir en aquesta batalla. Els rugis es van unir posteriorment a Teodoric.